# Troféu Bahia Folia
O Troféu Bahia Folia é uma premiação musical realizada desde 1994 pela Rede Bahia, condecorado as melhores músicas do Carnaval de Salvador, sendo o troféu mais importante da folia baiana. Originalmente é promovida por meio de votação pela internet e pesquisa popular nas ruas.

## Vencedores
| Ano  | Música                                                                | Ref.   |
| ---- | --------------------------------------------------------------------- | ------ |
| 1994 | "Requebra" – Olodum                                                   | [ 3 ]  |
| 1995 | "Araketu é Bom Demais" – Araketu                                      | [ 3 ]  |
| 1996 | "Margarida Perfumada" – Timbalada                                     | [ 3 ]  |
| 1997 | "Rapunzel" – Daniela Mercury                                          | [ 3 ]  |
| 1998 | "Latinha" – Timbalada                                                 | [ 3 ]  |
| 1999 | "Juliana" – Bom Balanço                                               | [ 3 ]  |
| 2000 | "Cabelo Raspadinho" – Chiclete com Banana                             | [ 3 ]  |
| 2001 | "Uma Bomba" – Braga Boys                                              | [ 3 ]  |
| 2002 | "Festa" – Ivete Sangalo                                               | [ 3 ]  |
| 2003 | "Voa Voa" – Chiclete com Banana                                       | [ 3 ]  |
| 2004 | "Maimbê Dandá" – Daniela Mercury                                      | [ 3 ]  |
| 2005 | "Coração" – Rapazolla                                                 | [ 3 ]  |
| 2006 | "Café com Pão" – Vixe Mainha                                          | [ 3 ]  |
| 2007 | "Quebra Aê" – Asa de Águia                                            | [ 3 ]  |
| 2008 | "Toda Boa" – Psirico                                                  | [ 3 ]  |
| 2009 | "Cadê Dalila" – Ivete Sangalo                                         | [ 3 ]  |
| 2010 | "Rebolation" – Parangolé                                              | [ 4 ]  |
| 2011 | "Liga da Justiça" – LevaNóiz                                          | [ 5 ]  |
| 2012 | "Circulou" – Banda Eva                                                | [ 6 ]  |
| 2013 | "Ziriguidum" – Filhos de Jorge                                        | [ 7 ]  |
| 2014 | "Lepo Lepo" – Psirico                                                 | [ 8 ]  |
| 2015 | "Tem Xenhenhem" – Psirico                                             | [ 9 ]  |
| 2016 | "Paredão Metralhadora" – Banda Vingadora                              | [ 10 ] |
| 2017 | "Santinha" – Léo Santana                                              | [ 11 ] |
| 2018 | "Elas Gostam" – Psirico                                               | [ 12 ] |
| 2019 | "Abaixa que é Tiro" – Parangolé                                       | [ 13 ] |
| 2020 | "O Mundo Vai" – Ivete Sangalo                                         | [ 14 ] |
| 2021 | "Tá Solteira, Mas não Tá Sozinha" – Ivete Sangalo e Harmonia do Samba | [ 15 ] |
| 2022 | Não realizada devido a Pandemia de COVID 19 no Brasil                 |        |
| 2023 | "Zona de Perigo" – Léo Santana                                        | [ 16 ] |
| 2024 | "Macetando" – Ivete Sangalo e Ludmilla                                | [ 17 ] |
| 2025 | "O Verão Bateu em Minha Porta" – Ivete Sangalo                        | [ 18 ] |

## Premiações especiais
| Ano  | Música                        | Motivo da premiação                  | Ref.   |
| ---- | ----------------------------- | ------------------------------------ | ------ |
| 2024 | "Herança e Crença" – Ilê Aiyê | 50 anos de Blocos Afro e do Ilê Aiyê | [ 19 ] |
| 2025 | "Baianidade Nagô" – Banda Mel | 40 anos de Axé Music                 | [ 20 ] |

## Maiores vencedores
| #       | 1º            | 2º      | 3º          |
| ------- | ------------- | ------- | ----------- |
| Artista | Ivete Sangalo | Psirico | Léo Santana |
| Total   | 6             | 4       | 3           |